# Yarınistan
Yarınistan („Morgenland“) ist eine 1983 von dem Schauspieler, Musiker und Rundfunkmoderator Nedim Hazar und dem Filmkomponisten Geo Schaller gegründete Popmusikgruppe mit ansonsten wechselnder Besetzung. Ihr Musikstil ist eine Mixtur aus Elementen deutscher, türkischer und kurdischer Popmusik.

## Werdegang
Sowohl Schaller als auch Hazar waren für Yarınistan auch kompositorisch tätig.
Anlass der Gründung war eine Recklinghäuser Ruhrfestspieleproduktion, bei der Hazar als Schauspieler und Schaller als Bühnenmusiker tätig war. Die durch ihre deutsch-türkische Besetzung als Multikulti-Projekt wahrgenommene Gruppe bestand später zeitweise aus bis zu fünf Musikern und Musikerinnen. 
Von 1987 bis 1989 verzeichnete Yarınistan, die bereits 1986 für ihr erstes Album den Preis der deutschen Schallplattenkritik erhalten hatte, in der großen Besetzung auch ihre erfolgreichste Phase. Nachdem das zweite, ebenfalls ausgezeichnete Album One Day Soon sich 12.000 Mal verkauft hatte, spielte man jährlich an die hundert Konzerte. 25 Mal trat die Gruppe auch im Fernsehen auf. Sie war zudem Vertreter der ARD beim dänischen EBU-Festival. Danach kam es zu internationalen Auftritten u. a. in der Schweiz, Turkmenistan, DDR, Kasachstan und Frankreich. 
In den 90er stellte Yarınistan ihr Konzept um und war vermehrt mit Theater- bzw. Kabarett-Programmen, u. a. auch in den Mitternachtsspitzen des deutschen Fernsehens, zu sehen. Dennoch blieb sie in ihren Veröffentlichungen der Popmusik mit der 1990 ausschließlich in der Türkei erschienenen Kassette Hilal treu.
1994 verkündete die Gruppe, nachdem sie nun auch in der Türkei Konzerte gegeben hatte, ihre vorläufige Auflösung. Seitdem widmen sich Schaller und Hazar anderen Tätigkeiten.
Zum Werk von Yarinistan gehören auch zwei Musik-Theaterproduktionen, nämlich Herrlich ist der Orient... und Dieses Gericht enthält kein Schweinefleisch und Teile der Filmmusik von Yasemin (1988) von Hark Bohm, die allerdings ausschließlich von Schaller stammen; Hazar wirkte an dem Film nur als Darsteller mit.

## Diskografie
- Vielleicht (Eigelstein 1986), LP-Album
- One Day Soon (pläne 1988), LP-Album
- Sieh mich an" (1991), Single
- Hilal (1990), MC-Album

## Auszeichnungen
- Preis der deutschen Schallplattenkritik für Vielleicht (1986)
- Preis der deutschen Schallplattenkritik für One Day Soon (1988)